# Trofeo Calvià 2022
La 23.ª edición de la clásica ciclista Trofeo Calvià Peguera-Palmanova fue una carrera en España que se celebró el 26 de enero de 2022 sobre un recorrido de 154,7 kilómetros en la isla balear de Mallorca. La carrera formó parte del primer trofeo de la Challenge Ciclista a Mallorca 2022.
La carrera formó parte del UCI Europe Tour 2022, calendario ciclístico de los Circuitos Continentales UCI, dentro de la categoría 1.1 y fue ganada por el estadoounidense Brandon McNulty del UAE Emirates. Completaron el podio, como segundo y tercer clasificado respectivamente, el suizo Joel Suter, compañero de equipo del vencedor, y el italiano Vincenzo Albanese del EOLO-KOMETA.

## Equipos participantes
Tomaron parte en la carrera 25 equipos: 10 de categoría UCI WorldTeam, 9 de categoría UCI ProTeam y 6 de categoría Continental. Formaron así un pelotón de 170 ciclistas de los que acabaron 139. Los equipos participantes fueron:
| WorldTeams (10)- Movistar Team - UAE Team Emirates - Bora-Hansgrohe - AG2R Citroën Team - Israel-Premier Tech - Lotto-Soudal - BikeExchange-Jayco - Cofidis - Intermarché-Wanty-Gobert Matériaux - Trek-Segafredo ProTeams (9)- Caja Rural-Seguros RGA - Euskaltel-Euskadi - Eolo-Kometa - Equipo Kern Pharma - Bardiani-CSF-Faizanè - Arkéa-Samsic - Burgos-BH - Sport Vlaanderen-Baloise - Drone Hopper-Androni Giocattoli Equipos continentales (6)- BEAT Cycling - Minerva Cycling Team - Java Kiwi Atlántico - Electro Hiper Europa-Caldas - Manuela Fundación Continental - Work Service-Vitalcare-Dynatek |
| |

## Clasificación final
- La clasificación finalizó de la siguiente forma:[3]

| \| Clasificación general \| Clasificación general \| Clasificación general \| Clasificación general \| Clasificación general \| \| Ciclista \| Ciclista \| Equipo \| Tiempo \| \| \| --------------------- \| --------------------- \| ---------------------------------- \| --------------------- \| --------------------- \| \| 1.º \| Brandon McNulty \| UAE Team Emirates \| 3 h 57 min 37 s \| \| \| 2.º \| Joel Suter \| UAE Team Emirates \| + 1 min 17 s \| \| \| 3.º \| Vincenzo Albanese \| Eolo-Kometa \| + 1 min 17 s \| \| \| 4.º \| Tim Wellens \| Lotto-Soudal \| + 1 min 17 s \| \| \| 5.º \| Simon Clarke \| Israel-Premier Tech \| + 1 min 17 s \| \| \| 6.º \| Alejandro Valverde \| Movistar Team \| + 1 min 17 s \| \| \| 7.º \| Kobe Goossens \| Intermarché-Wanty-Gobert Matériaux \| + 1 min 17 s \| \| \| 8.º \| Łukasz Owsian \| Arkéa-Samsic \| + 1 min 17 s \| \| \| 9.º \| Emanuel Buchmann \| Bora-Hansgrohe \| + 1 min 17 s \| \| \| 10.º \| Ben Zwiehoff \| Bora-Hansgrohe \| + 2 min 54 s \| \| |                    |                                    |                 |
| |                    |                                    |                 |
| Fuente: ProCyclingStats |                    |                                    |                 |
| Clasificación general |                    |                                    |                 |
| Ciclista | Ciclista           | Equipo                             | Tiempo          |
| 1.º | Brandon McNulty    | UAE Team Emirates                  | 3 h 57 min 37 s |
| 2.º | Joel Suter         | UAE Team Emirates                  | + 1 min 17 s    |
| 3.º | Vincenzo Albanese  | Eolo-Kometa                        | + 1 min 17 s    |
| 4.º | Tim Wellens        | Lotto-Soudal                       | + 1 min 17 s    |
| 5.º | Simon Clarke       | Israel-Premier Tech                | + 1 min 17 s    |
| 6.º | Alejandro Valverde | Movistar Team                      | + 1 min 17 s    |
| 7.º | Kobe Goossens      | Intermarché-Wanty-Gobert Matériaux | + 1 min 17 s    |
| 8.º | Łukasz Owsian      | Arkéa-Samsic                       | + 1 min 17 s    |
| 9.º | Emanuel Buchmann   | Bora-Hansgrohe                     | + 1 min 17 s    |
| 10.º | Ben Zwiehoff       | Bora-Hansgrohe                     | + 2 min 54 s    |

## UCI World Ranking
El Trofeo Calvià otorgó puntos para el UCI World Ranking para corredores de los equipos en las categorías UCI WorldTeam, UCI ProTeam y Continental. Las siguientes tablas son el baremo de puntuación y los diez corredores que obtuvieron más puntos:
| Posición   | 1.º | 2.º | 3.º | 4.º | 5.º | 6.º | 7.º | 8.º | 9.º | 10.º | 11.º | 12.º | 13.º-15.º | 16.º-25.º |
| Puntuación | 125 | 85  | 70  | 60  | 50  | 40  | 35  | 30  | 25  | 20   | 15   | 10   | 5         | 3         |

| Clasificación |                    |                                    |        |
| Posición      | Ciclista           | Equipo                             | Puntos |
| ------------- | ------------------ | ---------------------------------- | ------ |
| 1.º           | Brandon McNulty    | UAE Emirates                       | 125    |
| 2.º           | Joel Suter         | UAE Emirates                       | 85     |
| 3.º           | Vincenzo Albanese  | EOLO-KOMETA                        | 70     |
| 4.º           | Tim Wellens        | Lotto Soudal                       | 60     |
| 5.º           | Simon Clarke       | Israel-Premier Tech                | 50     |
| 6.º           | Alejandro Valverde | Movistar                           | 40     |
| 7.º           | Kobe Goossens      | Intermarché-Wanty-Gobert Matériaux | 35     |
| 8.º           | Łukasz Owsian      | Arkéa Samsic                       | 30     |
| 9.º           | Emanuel Buchmann   | Bora-Hansgrohe                     | 25     |
| 10.º          | Ben Zwiehoff       | Bora-Hansgrohe                     | 20     |